# Grzegorz Figura
Grzegorz Stanisław Figura (ur. 4 lutego 1957 w Węgierskiej Górce) – polski polityk, samorządowiec, poseł na Sejm II kadencji.

## Życiorys
Ukończył studia na Akademii Rolniczej w Krakowie. W pierwszej połowie lat 90. pracował w lokalnym związku komunalnym gmin oraz krótko jako wójt gminy Radziechowy-Wieprz. Był posłem na Sejm II kadencji wybranym w okręgu bielskim z listy Unii Demokratycznej. W rządzie Jerzego Buzka objął stanowisko wicewojewody bielskiego (ostatniego w historii tego województwa). Od 1998 sprawował mandat radnego powiatu żywieckiego, w latach 2002–2006 wchodził w skład zarządu tego powiatu. Należał do Unii Wolności, później bezpartyjny. Po wyborach samorządowych w 2006 powrócił na funkcję wójta gminy Radziechowy-Wieprz, startując z ramienia Platformy Obywatelskiej. W 2010 jako niezależny wywalczył reelekcję w wyborach na stanowisko wójta, startując z ramienia Wspólnoty Samorządowej Powiatu Żywieckiego. W 2014 nie uzyskał reelekcji, ponownie reprezentując WSPŻ (nie przeszedł do II tury).